# ミッドランドスクエア
ミッドランドスクエア（Midland Square）は、愛知県名古屋市中村区名駅にある、トヨタ不動産、トヨタ自動車、毎日新聞社の3社が共同所有する複合商業ビルである。正式名称は「豊田・毎日ビルディング」。中部地方・東海地方で一番高い超高層ビルである。オフィス棟のビル固有の郵便番号は、450-62xx（xxは階層。地階・階層不明は450-6290）。

## 概要
1937年（昭和12年）に高架化されるまでこの地は国鉄名古屋駅の構内だった。1950年代に豊田ビルと毎日ビル（毎日名古屋会館）が建てられたが、その後、阪神・淡路大震災クラスの地震が発生すれば、両ビルとも倒壊するおそれがあることがわかった。このため、トヨタ自動車が主体となって豊田・再開発計画が発案され、再開発が進められることになった。
それに伴い、トヨタグループは旧豊田ビルに入居していた豊田通商の名古屋本社を恒久的に移転させるため、廃業した旧名古屋都ホテル跡地を買収してセンチュリー豊田ビル（2002年竣工）を建設し、毎日新聞社は日本経済新聞名古屋支社の旧社屋を取得し中部本社を仮移転させた。
ミッドランドスクエアは地下6階、地上47階のオフィス棟と地上6階商業棟で構成されるが、オフィス棟には複数の顔がある。東和不動産（2022年にトヨタ不動産に社名変更）には賃貸オフィスビルであり、トヨタ自動車は国内外の営業拠点、毎日新聞社は中部の情報発信基地という位置づけである。計画当初は、駅前の立地を生かすには商業施設が不可欠といった意見がある一方、商業は必要ないとの声もあった。これらの異なる意見をいかに集約するか。これがこのプロジェクトの最大のテーマでもあった。これをまとめるため、設計者の日建設計は合宿方式を提案。毎週、定例会を開き、2～3ヶ月に1回のペースで3事業者の研修施設などを利用し、合宿することを3度繰り返した。
サンクンガーデンの配置やタクシー乗り場、さらに雨水貯留施設など公共貢献施設を取り込んだことによって、都市再生特別地区の提案第1号プロジェクトとして、容積率が1420%に緩和され、市街地再開発の補助金も受けた。展望高220mの屋外型展望施設「スカイプロムナード」があり、2023年（令和5年）4月には44階部分がリニューアルされ、最高階に非公共ヘリポートのトヨタ名駅ヘリポートが設けられている。
外部から各オフィスへの宅配サービス及びビル内の書類運搬等の物流管理システムは、ヤマト運輸が一括して受託運営している。
ミッドランド（Midland）とは「中部地方」の意味で、当初の設計ではJRセントラルタワーズ（高さ245.1m）と同じ高さになる予定であったが、更に2m高く変更され、高さ247.0mとなり中部地方で最も高いビルとなった。日本国内では、第9位の高さである。2008年（平成20年）12月に、東海旅客鉄道（JR東海）が名古屋市バスターミナルと松坂屋名古屋駅店（閉店）などの入居していた名古屋ターミナルビルを高さ260mのビルに建て替える計画を発表したため、ミッドランドスクエアの高さを超えて中部地方で最も高いビルの座を譲る可能性があったが、その後設計を220mに変更したため、ミッドランドスクエアは中部地方で最も高いビルを維持している。

## エレベータ
エレベータ計画はシャトル、高層、中層、低層の4つのバンクで構成している。外観の特徴ともなっている4基のシースルーダブルデッキシャトルエレベーター（三菱製）は定員66人乗り（33人乗り×2段）、速さ360m/minで2箇所に停止し、到着階のエスカレータにて結ばれている。このエレベータの設置により高層バンクと低層バンクを平面的に重ねることが可能となりレンタブル比の向上に貢献している。また垂直方向の視覚的な動きで都市空間のダイナミズムを与えることで、"元気な街"と称される名古屋駅前のアイデンティティを創出することを目的としている。

## オフィス棟
オフィス棟9階から40階が賃貸オフィスになっている。奥行き15.7m、幅約53mのコの字平面計画とし、約2000㎡の執務空間になっている。天井高さ2.9m、最大10分割が可能な計画となっており、さまざまなテナントに対応することのできる、ゆとりとフレキシビリティに考慮したオフィス計画としている。
17階から40階にはトヨタ自動車の国内外の営業部門などが入居。南北に120人が収容可能な執務スペースを設け、眺望の良い東側中央部にはコミュニケーションスペースと呼ばれる2層吹き抜け空間を互い違いに構成し、多目的空間を配置した。また2023年（令和5年）6月には、東海地方の文化振興の一環として、25階のこれまでは会議や展示などに使われてきたスペースを日本将棋連盟に無償貸与し、名古屋将棋対局場が開設されている。
9階の半分近くは毎日新聞社が中部本社として使用する。
主な入居企業等
| 40F ～ 18F | - トヨタ自動車（17F～40F）（エントランスは23F） - 名古屋将棋対局場（25F/トヨタ自 オフィス内） |
| 17F        | - 株式会社シュヴァルベル 名古屋支店（17F） - 株式会社アーバンプラン（17F） - KPMG（17F） - グランバレイ株式会社（17F） - 株式会社レジデンシャル不動産 名古屋支店（17F）                                                |
| 16F        | - トヨタ不動産（16F） |
| 15F        | - 名古屋地下街（15F） - 株式会社スリーエスコンサルタンツ（15F） - 株式会社Relic（15F） - 伊藤忠アビエーション株式会社（15F） - ツカサ工業株式会社（15F） - 大日本印刷株式会社（15F） - 小松ウオール工業株式会社（15F） |
| 14F        | - ENEOS（14F） - DHC名古屋（14F） |

| 13F | - 株式会社ホットスタッフ 名古屋オフィス（15F） - 保険市場（株式会社アドバンスクリエイト）（15F） - 株式会社マネーフォワード（15F） - パーソルテンプスタッフ株式会社（15F） - アンダーソン・毛利・友常法律事務所（15F） - アルティメイトテクノロジィズ株式会社（15F） |
| 12F | - 東海東京証券（12F） |
| 11F | - NIコンサルティング（11F） - 全日本空輸（11F） |
| 10F | - ECC外語学院ミッドランドスクエア名駅校（10F） - 毎日ビルディング（10F） |
| 9F  | - 毎日新聞社（9F） - マイナビ（9F） |
| 8F  | - 東海東京証券（8F） - 高須クリニック（8F） - Menicon Miru（8F） - ミッドランドスワン歯科（8F） |
| 4F  | - SMBC信託銀行（4F） - 野村證券（3F） |
| B1  | - 三井住友銀行（B1F） |

## 商業棟
外観は百貨店など物販店舗が多いため壁面の多い構成となっている名古屋駅前に正対する西側部分をガラスカーテンウォールによる透明感のある表情とすることで、街へにぎわい感を表出することを意図している。内部は石と木質による品格のある内装とし、5層吹き抜けのアトリウム空間を中心として、水平方向への人の動きを誘発する回遊型施設とした。また、アトリウム内に垂直方向の動きが生まれるエスカレーター、エレベーターは軸をずらしながら配置することで、アトリウム全体のにぎわいやヒューマンスケールを感じさせる空間としている。
建物の南北を横断するミッドランドストリートと呼ばれる地下の歩行者空間は旧豊田ビルと旧毎日ビルのあった4箇所の地下街との連絡口、2箇所の隣接ビルとの連絡口をそのままの位置で継承している。歩行者空間はサンクンガーデンを介し連絡することで地下街の安全性の向上に貢献するとともに名古屋駅地区の地下空間の歩行者ネットワークを補完する役割を担っている。
店舗は地下1階から地上4階に物販や飲食など約60店舗を配し、5、6階はシネマコンプレックス・ミッドランドスクエア シネマとした。シネコンは、かつて旧豊田ビル・旧毎日ビルに営業していた「毎日ホール劇場」「毎日地下劇場」「名古屋松竹座」「グランド・1～6」の後継映画館である。

## 周辺

### 概要
JR名古屋駅とは名駅通を挟んですぐで、信号を渡り徒歩約1分で名古屋駅桜通口、名古屋鉄道（名鉄）名鉄名古屋駅に行くことができる（地下街を通っても行ける。地下街経由で名古屋市営地下鉄東山線名古屋駅まで徒歩1分程度）。近鉄名古屋駅は徒歩数分程度。
近年、名古屋駅周辺は高層ビルの建築が進んでおり、旧豊田ビルに入居していたトヨタグループの総合商社である豊田通商の名古屋本社としてセンチュリー豊田ビルが2002年（平成14年）12月に、名古屋鉄道と中部電力、トヨタ自動車の共同建設で名古屋ルーセントタワーが2007年1月にそれぞれ施工された。また、トヨタ自動車と親密な三井グループの三井不動産が名古屋モード学園と共同建設をしたモード学園スパイラルタワーズが2008年（平成20年）3月に、中部経済新聞社と名古屋鉄道、東和不動産の3社による中経ビルおよび第二中経ビルの再開発計画で、名古屋クロスコートタワーが2012年（平成24年）7月にそれぞれ開業した。
更に、第二豊田ビル建替えプロジェクトに伴い、跡地に豊田通商及び豊通グループが入居するシンフォニー豊田ビルが2016年（平成28年）6月30日に竣工。これらのトヨタ不動産単独所有ビル4棟（ミッドランドスクエア、名古屋クロスコートタワー、センチュリー豊田ビル、シンフォニー豊田ビル）を地下で結び、天候などに左右されず、人々が回遊できる地下通路「地下環状ネットワーク」が同ビルにも設置された。

### 施設
- 名古屋駅（JR、名古屋市営地下鉄）
- JRセントラルタワーズ
- 名鉄名古屋駅
- 近鉄名古屋駅
- 名古屋ビルディング
- 大名古屋ビルヂング
- 愛知県産業労働センター
- センチュリー豊田ビル（豊田通商名古屋本社）
- 名古屋クロスコートタワー
- シンフォニー豊田ビル（旧第二豊田ビル）

## ギャラリー

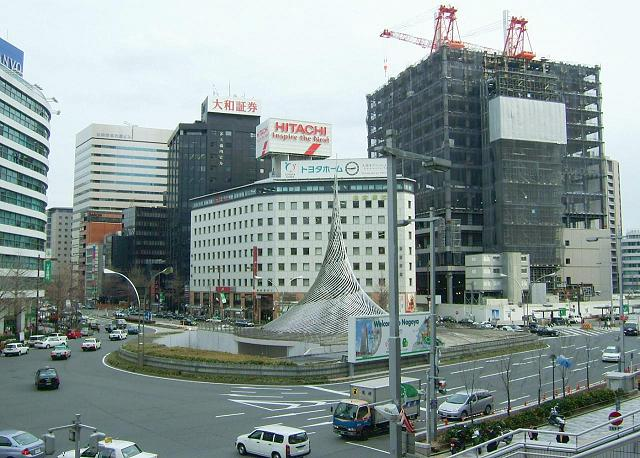
2005年（平成17年）3月当時の桜通口周辺
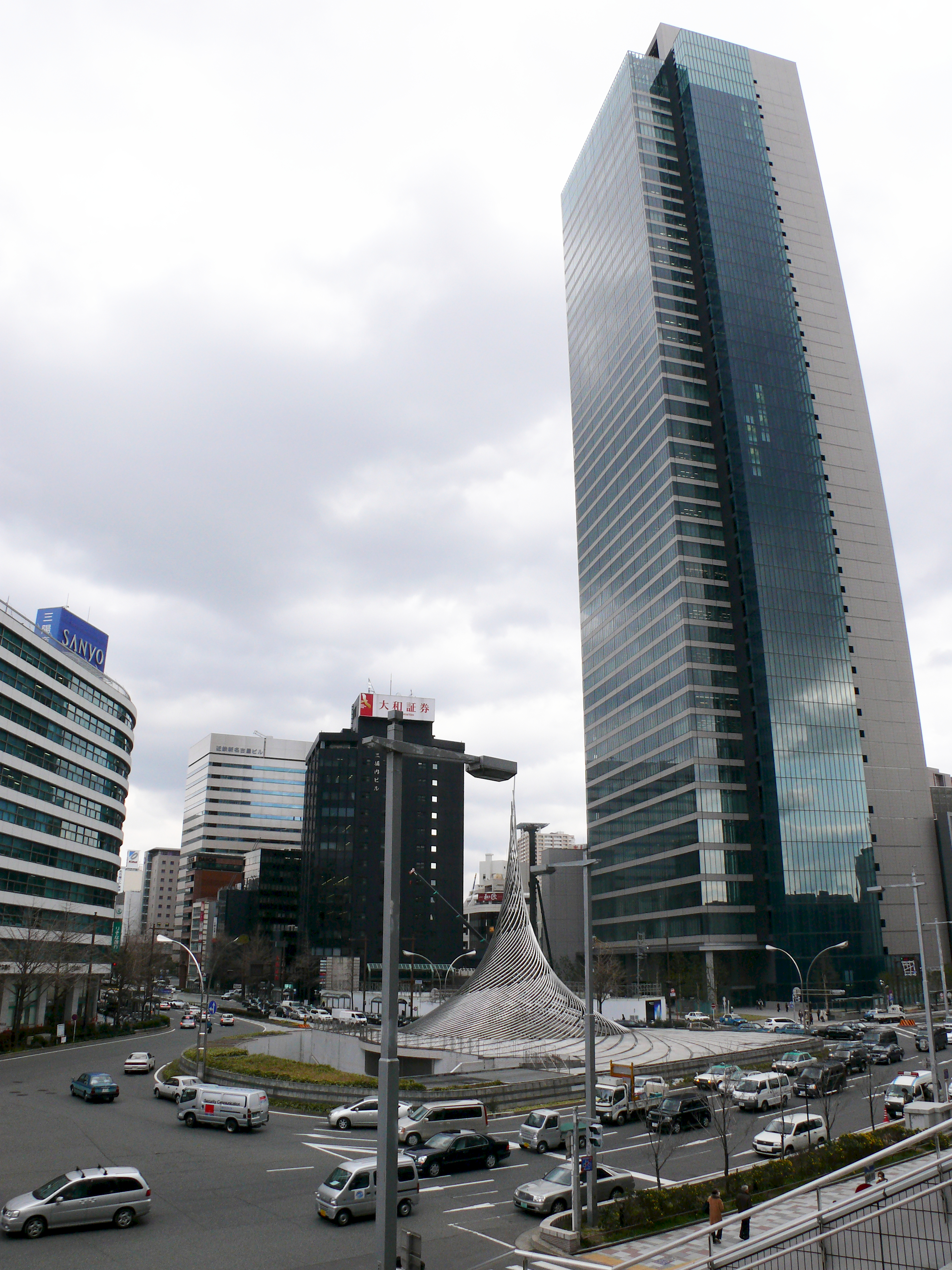
2007年（平成19年）3月当時の桜通口周辺
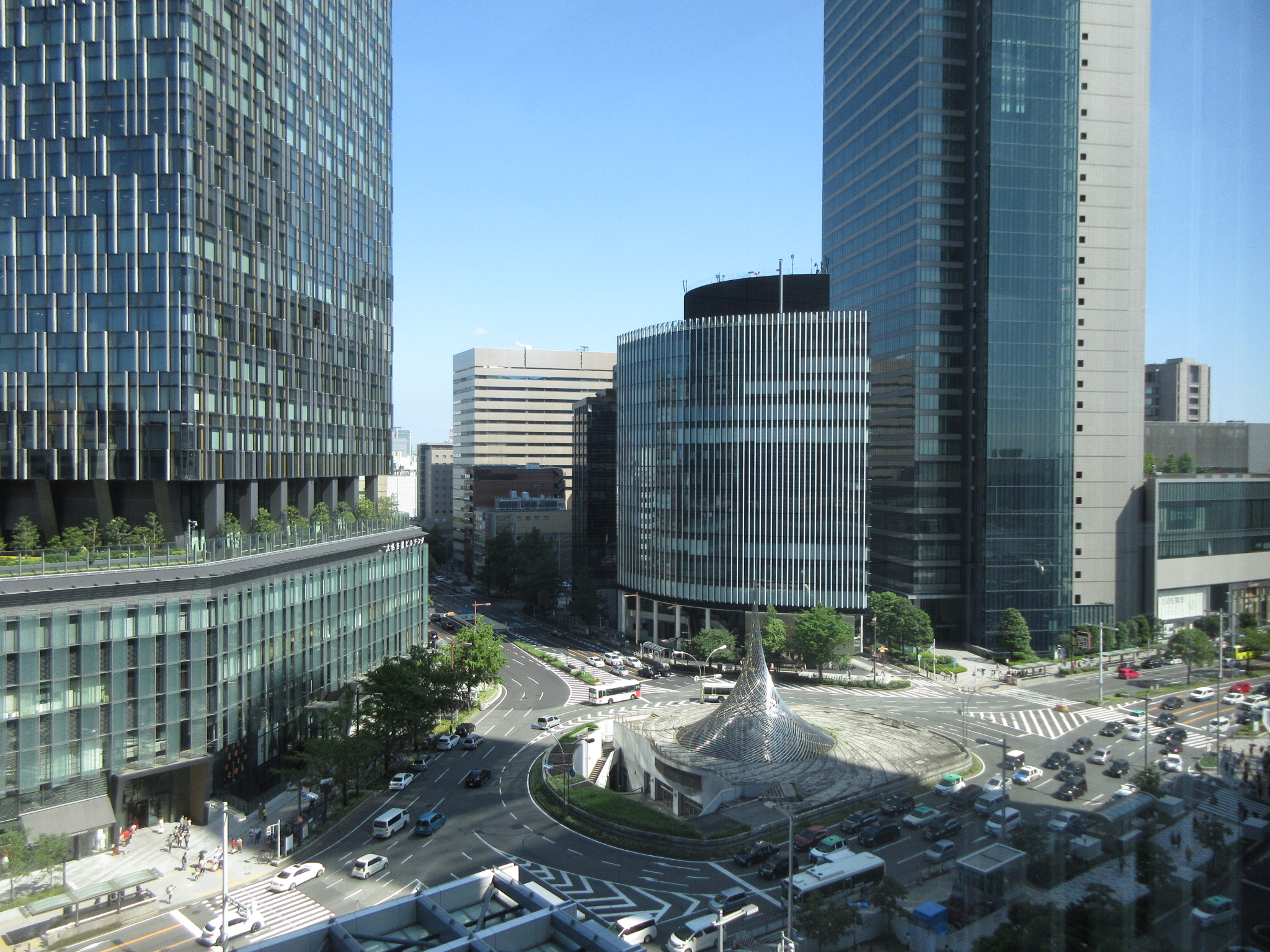
2019年（令和元年）9月当時の桜通口周辺
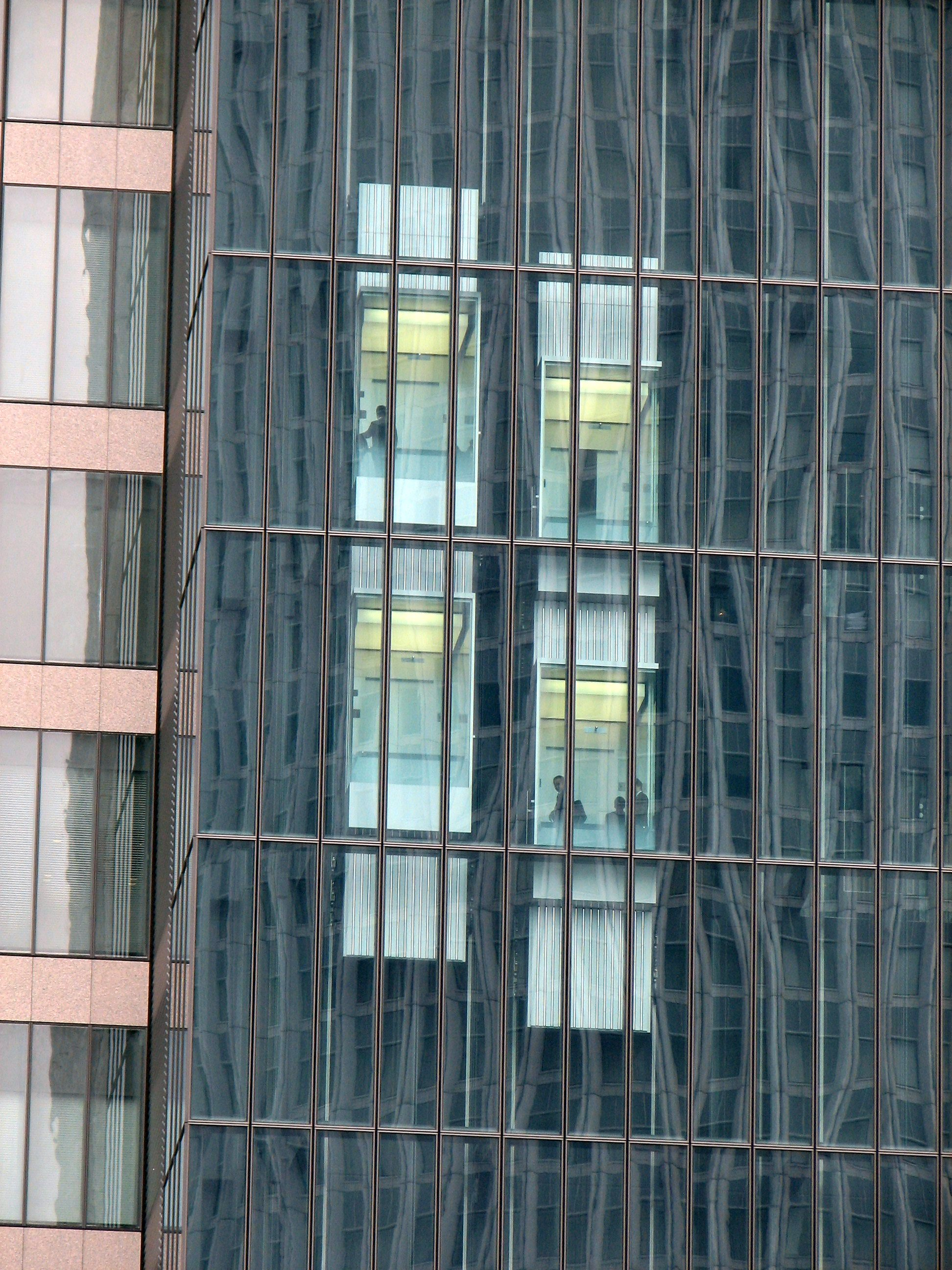
日本初のダブルデッキシースルーエレベーター
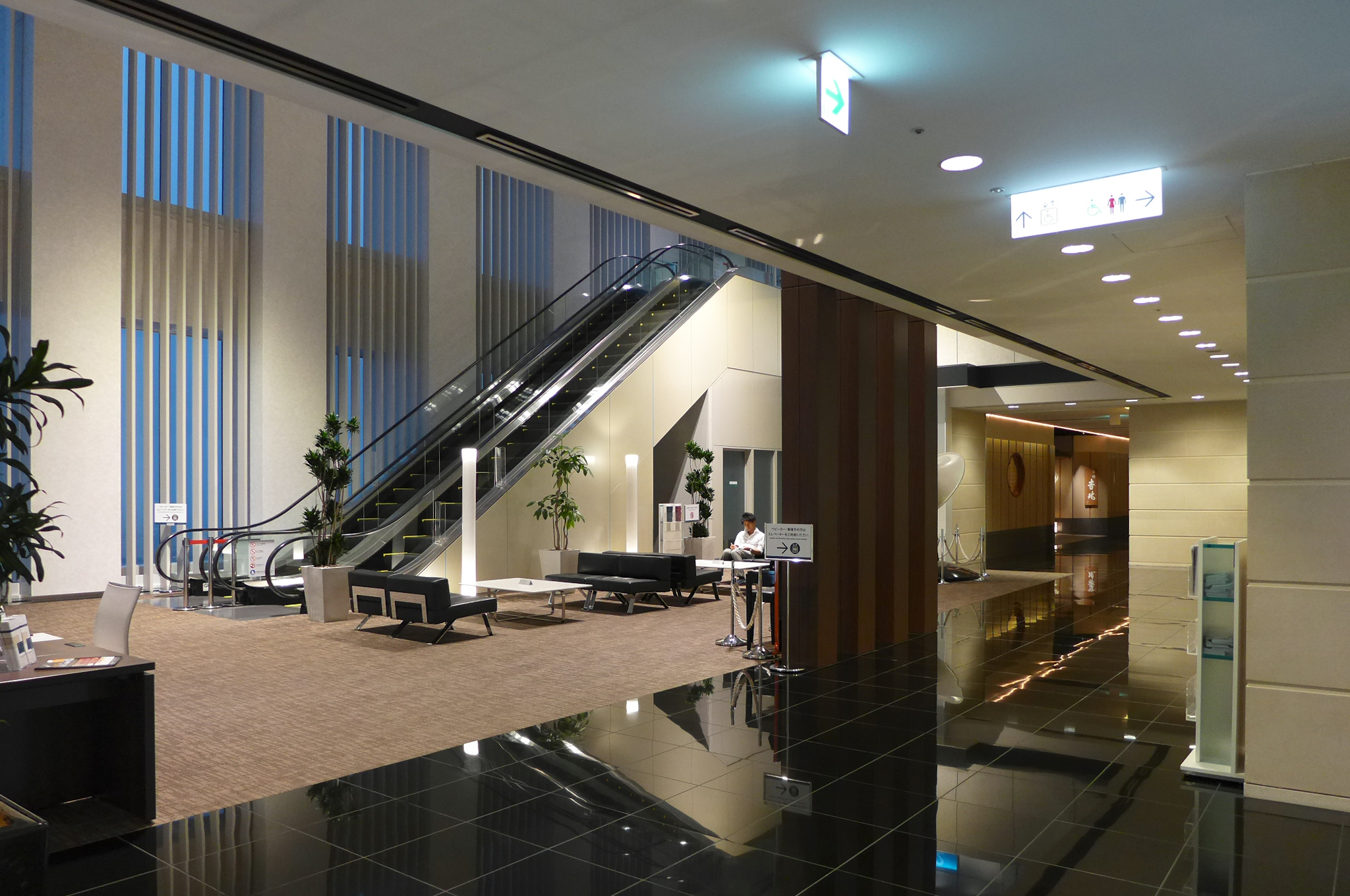
42階スカイロビー
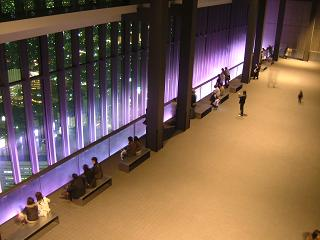
屋外型展望施設「スカイプロムナード」
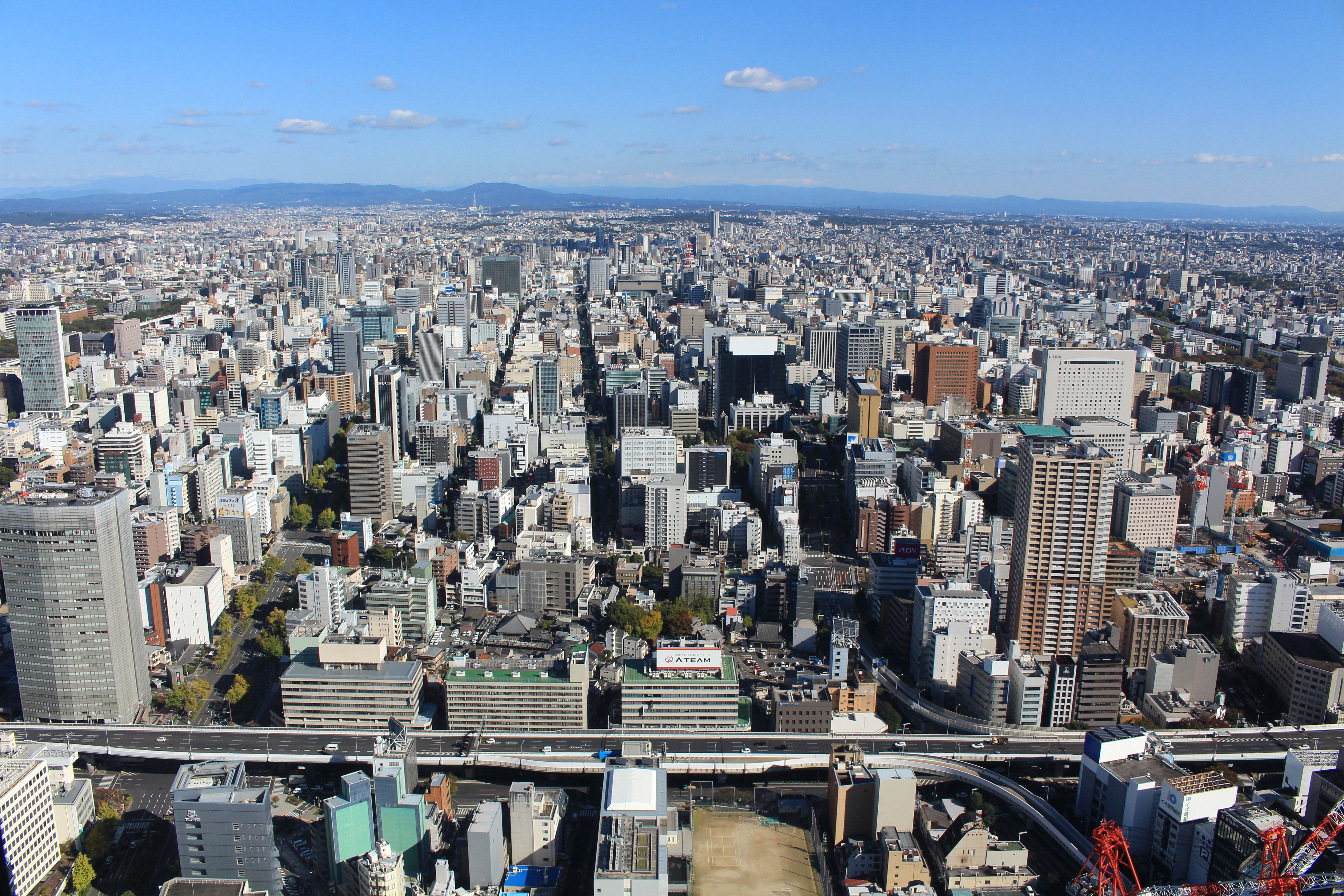
「スカイプロムナード」から望む名古屋市中心部（中央が栄）
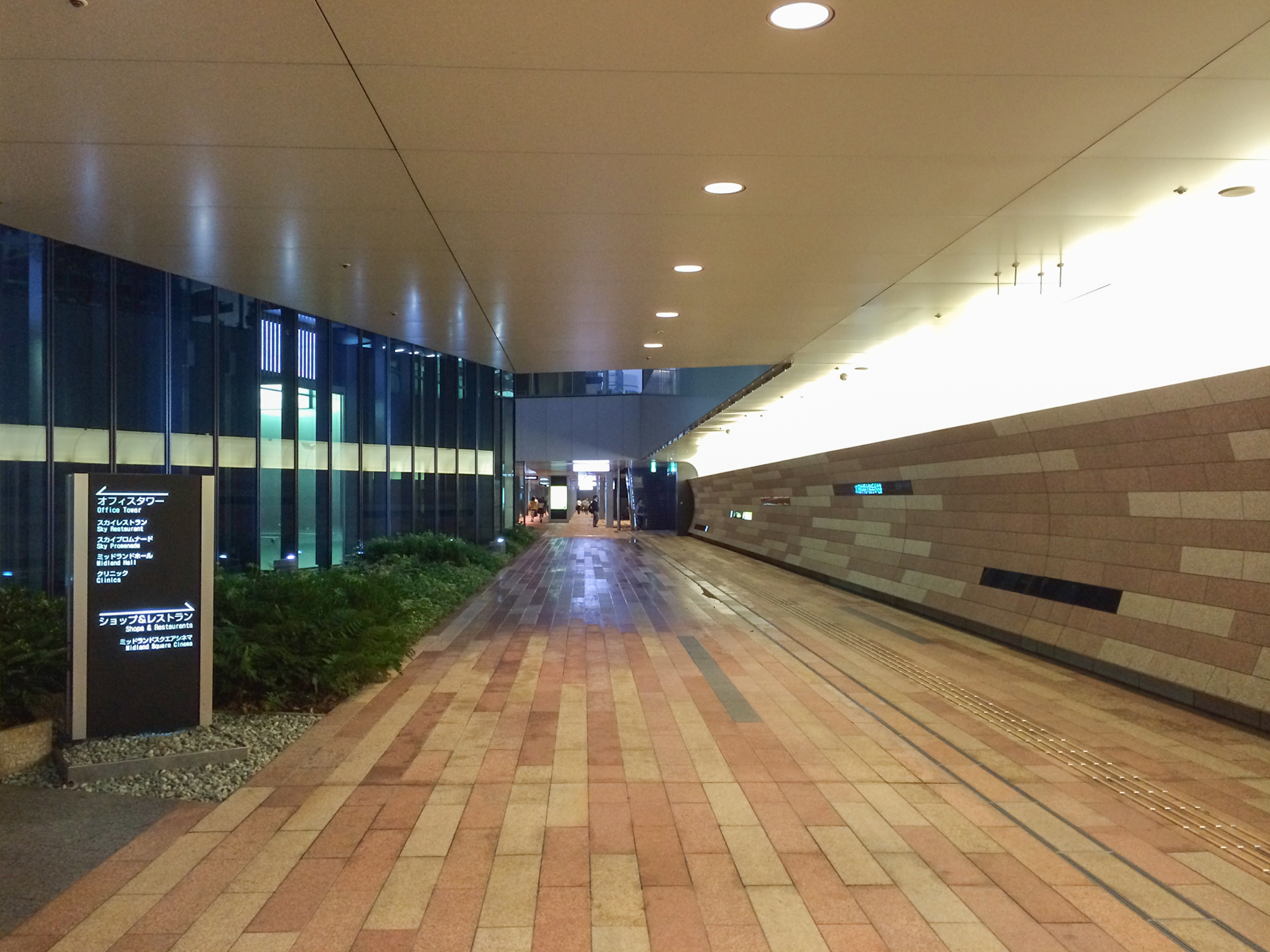
商業棟地下入口
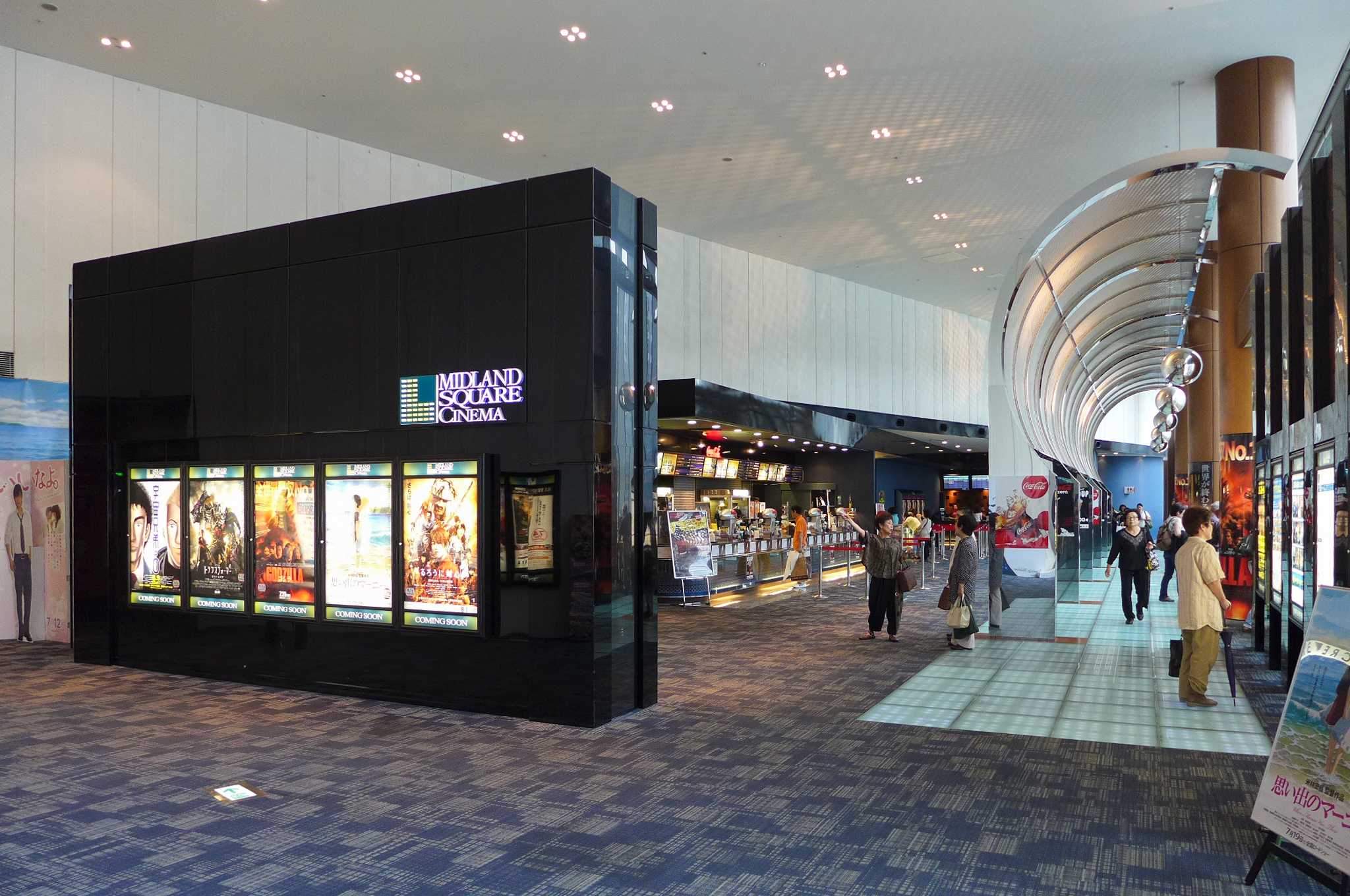
ミッドランドスクエアシネマ